# Benzamidogruppe

Struktur einer Benzamidogruppe (blau markiert) als Teil eines Benzamids [R ist ein Organyl-Rest (Alky-Rest, Aryl-Rest, Alkylaryl-Rest etc.)].

Die Benzamidogruppe ist enthalten in Benzamidoverbindungen, das sind chemische Verbindungen, die als funktionelle Gruppe die Benzamidogruppe enthalten. Gelegentlich wird die Benzamidogruppe auch Benzoylaminogruppe genannt, z. B. im „Beilstein“.

## Synthesen
Die Benzamidogruppe lässt sich durch verschiedene Synthesen gewinnen. Dazu gehört zum einen die Reaktion eines primären Amins mit  Benzoylchlorid.